# Thorolf Lusarskeg
Thorolf Lusarskeg fue un guerrero vikingo de Oppland, Noruega en el siglo X. Padre adoptivo de la reina consorte Ástrid, esposa de Tryggve Olafsson, acompañó al exilio a Ástrid y a su hijo, el heredero a la corona noruega Olaf Tryggvason, cuando Harald II de Noruega y su madre Gunnhild iniciaron la persecución para eliminar a los pretendientes reales y preservar la dinastía de Erik Hacha Sangrienta.
Tras el incidente en la hacienda de Hakon Gamle, influyente bóndi de Svithjod, Suecia que había protegido a Ástrid y su hijo durante dos años, Thorolf decidió acompañar a su ahijada y su hijo Olaf durante el trayecto a Gardariki, donde se encontraba Sigurd Eriksson, hermano de Ástrid y supuestamente estarían mejor protegidos. La nave fue interceptada por vikingos osilianos, la tripulación y el pasaje capturados y Thorolf asesinado porque según el vikingo Klerkon era demasiado viejo para trabajar como esclavo. Le sobrevivió su hijo Thorgils que le acompañaba con el séquito de Ástrid.